# 軸椎
軸椎（、英: axis）は上から二番目の椎骨である。第二頚椎（、英: 2nd cervical vertebra, C2）、喉仏（）、仏の座禅（）とも。

## 概要
環椎（第一頚椎）との間にある環軸関節は体軸に垂直な回転軸を形成し、頭部を回旋させる働きを持つ。軸椎の最も際立った特徴は、椎体上面から垂直に伸びる歯突起の存在である。

## 名称
軸椎には複数の別名・俗称がある。
第二頚椎
軸椎は第二頚椎（、英: 2nd cervical vertebra）とも呼ばれる。これは軸椎が頸椎のなかで上から2番目であることに由来する。頸椎 cervical の2番目であることから C2 とも呼ばれる。
喉仏・仏の座禅
軸椎は喉仏（）あるいは仏の座禅（）とも俗称される。
火葬された故人の遺骨としての軸椎にこの呼称が用いられる。後上方から見た軸椎が坐禅（結跏趺坐）する仏に見えたことに由来する。

## 椎体
軸椎の椎体は前方に向かうにつれて厚みを増し、前下方に伸びて第三頚椎の前面に重なる。前面の正中には縦に隆起がはしり、その両側の陥凹に頚長筋が付着する。下面は前後では凸、左右では凹面となっている。

## 歯突起
歯突起（densまたはodontoid process）は椎体上面にする起始部がややくびれており、その上方には前面に前関節面があり環椎の歯突起窩と接する。後面には後関節面があり、環椎横靱帯と接する。歯突起は本来環椎の椎体として発生するが、途中で軸椎の椎体と癒着してその一部となったものである。

## その他の特徴
椎弓根（椎弓のうち椎体と横突起の間の部分）は、特に前方が丈夫で広がっており、椎体および歯突起の根部と
癒合している。
椎弓板（椎弓のうち横突起より後方、棘突起までの部分）も厚く丈夫である。椎孔（中央の脊髄が貫通する孔）は大きいが、環椎のそれよりは小さめである。
左右の横突起は他の椎体に比べてかなり小さく、尖端には他の頚椎と異なり結節がひとつしかない。また他の頚椎と同様に横突孔（椎骨動脈が通る孔）があいていて斜め上方および外側を向いている。
上関節面は円形でやや凸面であり、上外側を向いている。上関節面は椎体、椎弓根および横突起と接している。下関節面は他の頚椎とほぼ同じである。
上椎切痕（椎弓根の上部にある切れ込み）は非常に浅く、他の頚椎と異なって上関節突起（上関節面にある隆起）の後ろにある。一方下椎切痕は他の頸椎と同様に下関節突起の前にある。
棘突起は大きくて上部であり、下面が深く切れ込んでいる。尖端は二分していてそれぞれに結節を持つ。

## 追加画像

軸椎の位置。横から見た画像。
やや上方から見た画像。頭蓋骨は半透明にしてある。歯突起が環椎と接する様子が確認できる。
軸椎をやや上方から見た動画。
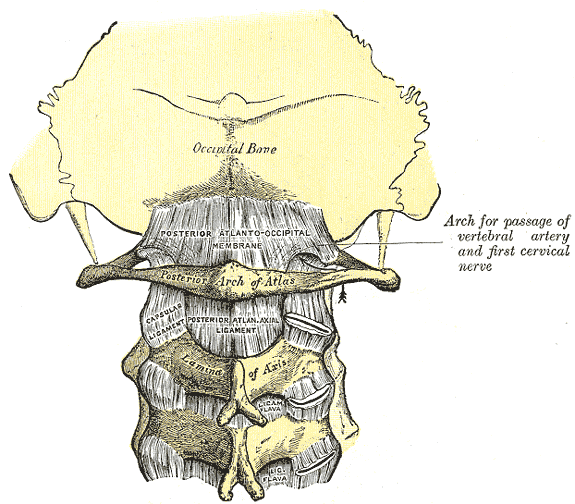
環椎後頭膜および環軸靱帯。下から二番目の骨が軸椎
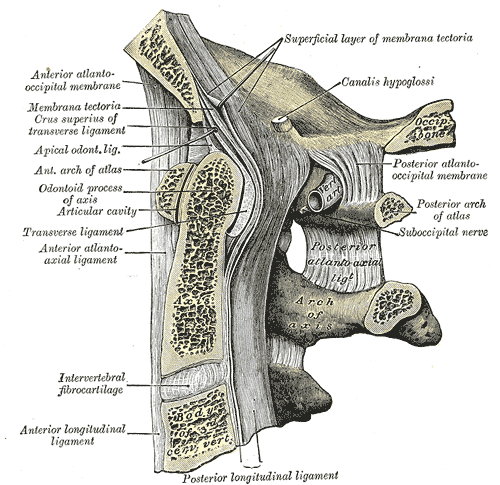
後頭骨から第三頚椎にいたる正中矢状断
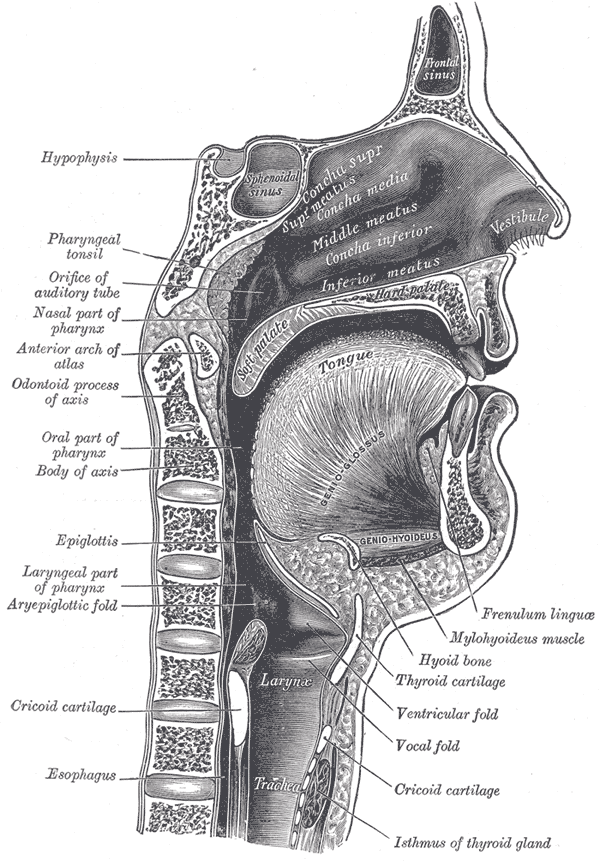
鼻、口、咽頭および喉頭の矢状断
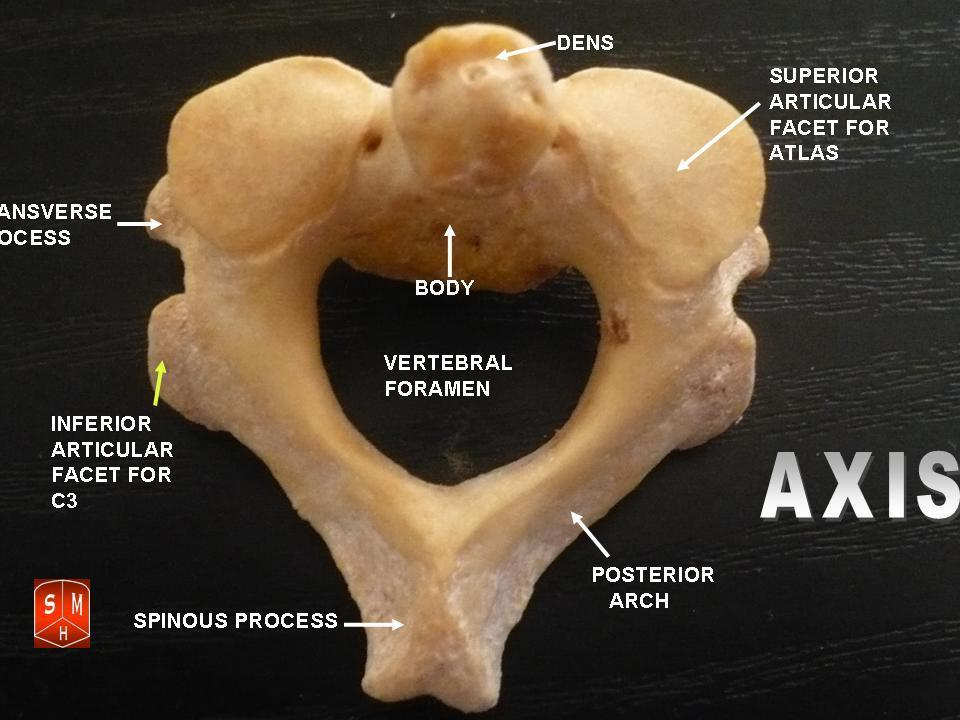
上から見た画像。